# Развязывающийся бегущий простой узел
Развя́зывающийся бегу́щий просто́й у́зел (англ. Slip Noose Hitch — «скользящая удавка-штык») — бытовой узел, основанный на бегущем простом узле, который предназначен для затягивания и быстрого развязывания привязи узды лошади за столб. Ходовой конец верёвки может быть вставлен в петлю для большей надёжности.
Часто путают между собой три похожих по строению узла, но различных по предназначению — бегущий простой узел, развязывающийся простой узел и развязывающийся бегущий простой узел. Бегущий простой узел (Noose) — удавка для отлова птиц, развязывающийся простой узел (Slip Knot) — стопорный узел, развязывающийся бегущий простой узел (Slip Noose) — временный крепёжный узел для лёгкого развязывания.
- развязывающийся простой узел (Slip Knot) — стопорный узел
- бегущий простой узел (Noose) — удавка для охоты на птиц
- развязывающийся бегущий простой узел (Slip Noose) — развязывающаяся удавка

## Способ завязывания
Существуют несколько способов завязывания узла:

Накидывание петли
1. Сложить колышки на конце ходового конца верёвки так, чтобы в каждой руке оказалось по колышке.
2. Ухватить противоположные колышки руками и вытащить их из ранее сделанных, образовав пьяный узел на конце верёвки, который становится развязывающимся простым узлом для накидывания на что-либо[12].

Ввязывание петли
1. Завязать простой узел ходовым концом верёвки на коренном[5][13].
2. Вставить в узел петлю для быстрого развязывания.
3. Вставить в петлю ходовой конец для большей надёжности.

## Признаки
Плюсы
- Узел — прост
- Легко развязывать

Минусы
- Узел — ненадёжен
- Сильно затягивается

## Применение
В быту
- Широко применяют в быту для привязывания чего-либо, например, лошади к столбу[14]

На рыбалке
- Для зачаливания лодки за пал причала[15]

- Бегущий простой узел; если ходовой конец верёвки вернуть в узел, получится развязывающийся бегущий простой узел
- Магазинная петля, завязанная на ходовом конце верёвки со сто́порным узлом на конце. Применяли в торговле для связывания свёртков и пакетов. Также применяли в качестве поводка для домашнего животного